# Anemonella thalictroides
Thalictrum thalictroides là một loài thực vật có hoa trong họ Mao lương. Loài này được (L.) Spach mô tả khoa học đầu tiên năm 1838.

## Hình ảnh

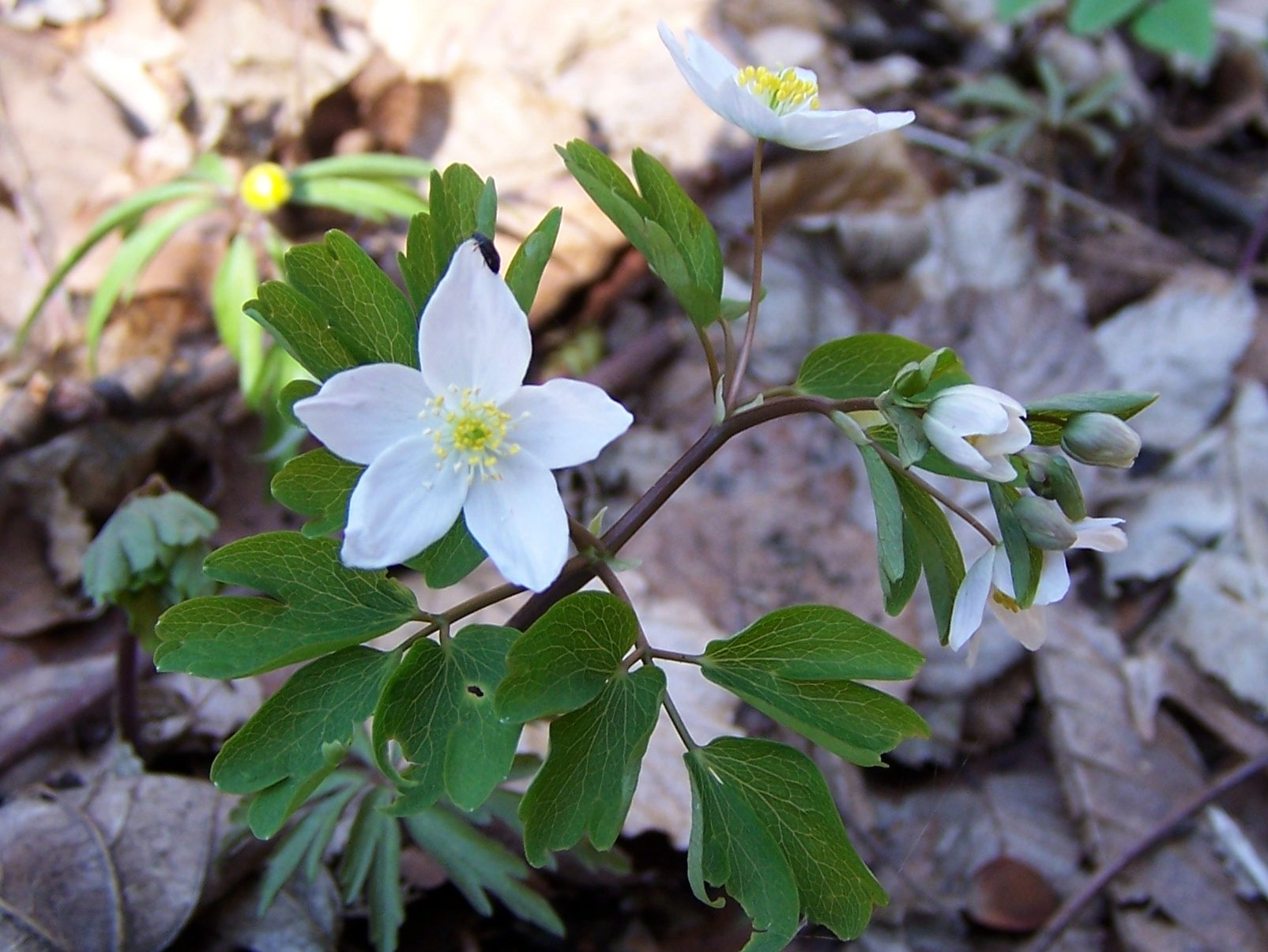
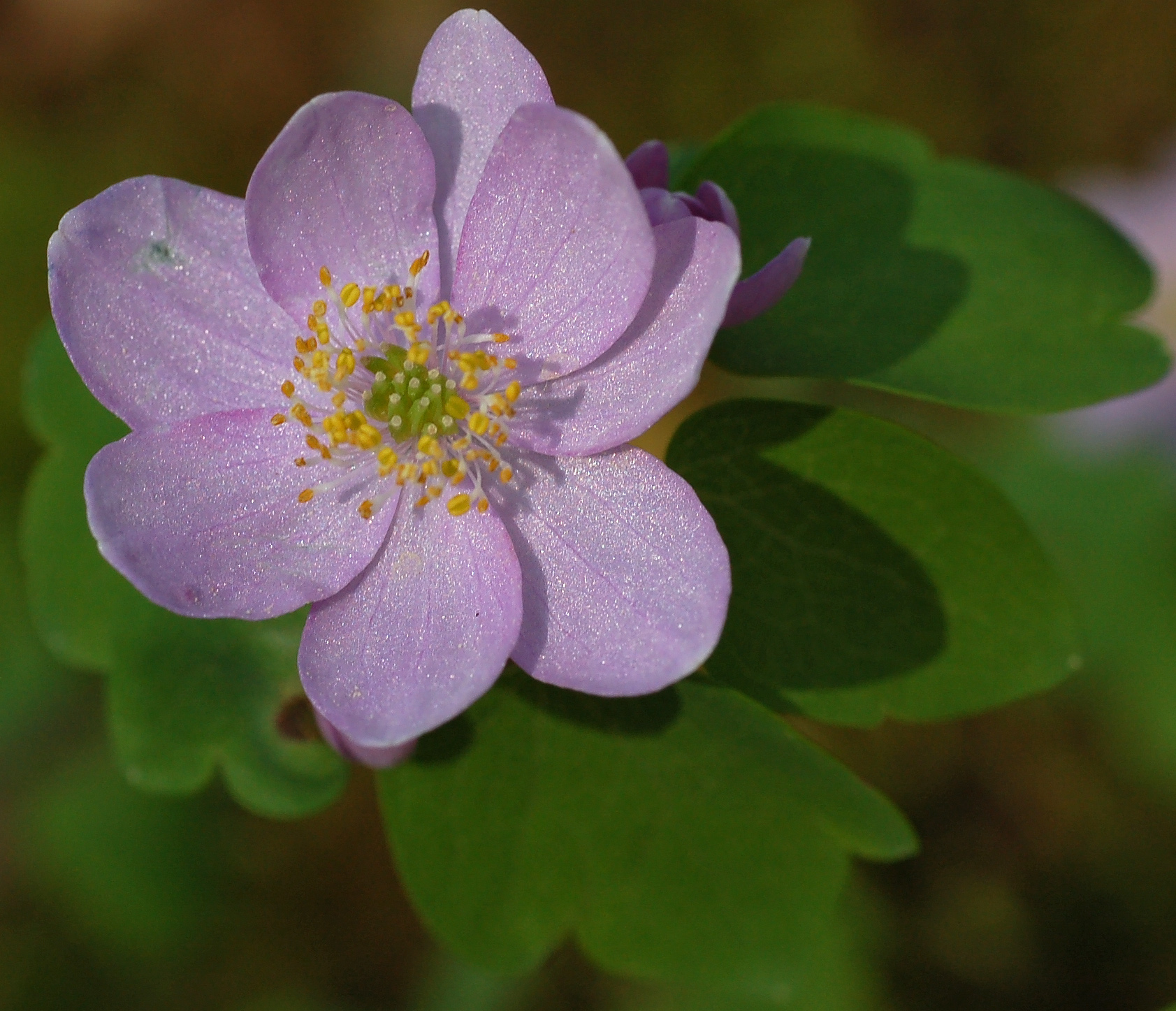
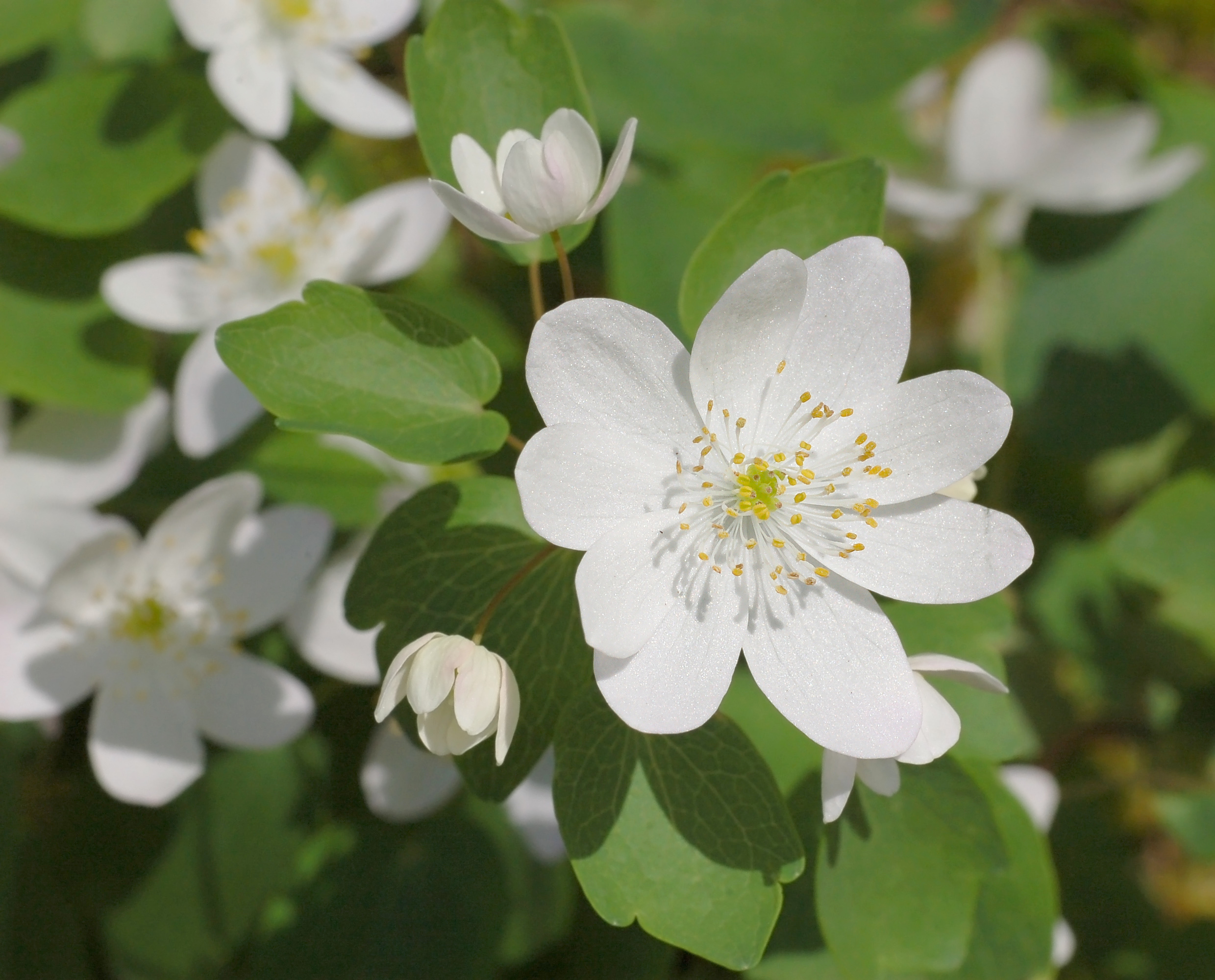
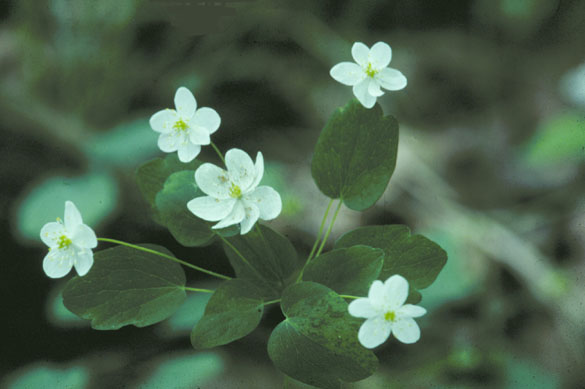